# Ezechiasz (król Judy)
Ezechiasz (hebr. ‏חִזְקִיָּהוּ‎‎, Jechizekiahu; stgr. Ἐζεκίας) − król Judy w latach 716–687 p.n.e., syn Achaza i Abbijji. Jego panowanie opisują biblijne 2 Księga Królewska (rozdz. 18−20) i 2 Księga Kronik (29−32).

## Panowanie
Prowadził roztropną politykę, polegającą na unikaniu niepewnych sojuszy przeciwko Asyrii. Wewnątrz kraju wprowadził reformy mające na celu zlikwidowanie wpływów asyryjskich. W czasie oblężenia Jerozolimy przez Sennacheryba (701 p.n.e.) nie zgodził się na poddanie miasta, lecz modlił się do Boga Jahwe który wyratował miasto. Wszystkie te działania nie zapobiegły jednak późniejszemu uzależnieniu Judy od Asyrii – późniejsi królowie byli wasalami Asyryjczyków.
Po jego śmierci rządy objął jego syn Manasses.